# Alfred E. Green
Alfred E. Green (11 de julio de 1889-4 de septiembre de 1960) fue un director cinematográfico de nacionalidad estadounidense.

## Biografía
Nacido en Perris, California, Green  llegó a Hollywood en 1910 y se inició en el cine en 1912 como actor de la Selig Polyscope Company, siendo más adelante ayudante de dirección del director Colin Campbell. Posteriormente empezó a dirigir cortometrajes, hasta iniciarse con los largometrajes en 1917.
En los años veinte rodó una veintena filmes, culminando la serie un Disraeli que es notable (1929).
Rodó un buen número de películas solo en media década de los treinta. Hizo: The Green Goddess, The Man from Blankley's, Sweet Kitty Bellairs y Old English, todas realizadas en 1930. Al año siguiente hizo Men of the Sky, Smart Money y The Road to Singapore. En 1932, dirigió Union Depot, It's Tough to Be Famous, The Rich Are Always with Us, The Dark Horse y Silver Dollar. En 1933 rodó cinco filmes, cada vez más sólidos de factura: The Road Is Open Again, Parachute Jumper, Carita de ángel, con una excelente Barbara Stanwyck, Central Airport, The Narrow Corner y I Loved a Woman. 
Otras tantas hizo en 1934: Dark Hazard, As the Earth Turns, The Merry Frinks, Una mujer de su casa, en donde destacó Bette Davis; Side Streets, A Lost Lady, Gentlemen Are Born. De 1935, son Sweet Music, La chica de la décima avenida, de nuevo con Bette Davis, Here's to Romance, The Goose and the Gander; Peligrosa, con Bette Davis como protagonista, ganando ella el Oscar a la mejor actriz gracias a su interpretación, es una film bien valorado y de los pocos que circulaba en DVD. 
Green dirigió a algunas de las grandes estrellas, entre ellas Mary Pickford, Wallace Reid, Colleen Moore; luego con Barbara Stanwyck y varias veces con Bette Davis. Para algunos su diálogo con esta actriz es semejante al que tuvo con ella William Wyler.
Mucho más tarde, Green consiguió los éxitos The Jolson Story (1946) y Four Faces West (1948). Después una carrera que se dilató hasta la década de 1950, le siguió una serie de cintas de serie B. Tras retirarse del cine, Green dirigió varios episodios de producciones televisivas.
Estuvo casado con la actriz del cine mudo Vivian Reed, con la que tuvo tres hijos, Douglas Green, Hilton A. Green, y Marshall Green, todos los cuales trabajaron como asistentes de dirección.
Alfred E. Green falleció en 1960 en Hollywood, California. Fue enterrado en el Cementerio Forest Lawn Memorial Park de Glendale (California). Se le concedió una estrella en el Paseo de la Fama de Hollywood por su trabajo cinematográfico, en el 6529 de Hollywood Boulevard.

## Selección de su filmografía

### Cine mudo
- The Temptation of Adam (1916)
- The Unpardonable Sin (1919)
- Silk Husbands and Calico Wives (1920)
- El pequeño Lord Fauntleroy (Little Lord Fauntleroy, 1921)
- Through the Back Door (1921)
- The Ghost Breaker (1922)
- Inez from Hollywood (1924)
- In Hollywood with Potash and Perlmutter (1924)
- Sally (1925)
- The Talker (1925)
- The Man Who Found Himself (1925)
- The Girl From Montmartre (1926)
- Irene (1926)
- Ella Cinders (1926)
- It Must Be Love (1926)
- Juego de damas (Ladies at Play, 1926)
- Corazón de oro (The Auctioneer, 1927)
- Gente de guantes (Is Zat So?, 1927)
- Two Girls Wanted (1927)
- Ven a mi casa (Come to My House, 1927)
- Honor Bound (1928)

### Cine sonoro
- Making the Grade (1929)
- Disraeli (1929)
- The Green Goddess (1930)
- The Man from Blankley's (1930)
- Sweet Kitty Bellairs (1930)
- Old English (1930)
- Men of the Sky (1931)
- Dinero fácil (Smart Money, 1931)
- The Road to Singapore (1931)
- Caballero por un día (Union Depot, 1932)
- It's Tough to Be Famous (1932)
- Los ricos están con nosotros (The Rich Are Always with Us, 1932)
- The Dark Horse (1932)
- El rey de la plata (Silver Dollar, 1932)
- Los gángsters del aire (Parachute Jumper, 1933)
- Carita de ángel (Baby Face, 1933)
- Aeropuerto Central (Central Airport, 1933), no acreditada
- The Narrow Corner (1933)
- I Loved a Woman (1933)
- Dark Hazard (1934)
- As the Earth Turns (1934)
- The Merry Frinks (1934)
- Side Streets (1914)
- Una mujer de su casa (Housewife, 1934)
- A Lost Lady (1934)
- Los caballeros nacen (Gentlemen Are Born, 1934)
- Dulces melodías (Sweet Music, 1935)
- La chica de la Décima Avenida / No cedo a mi marido (The Girl from 10th Avenue, 1935)
- Here's to Romance (1935)
- The Goose and the Gander (1935)
- Peligrosa (Dangerous, 1935)
- Colleen (1936)
- The Golden Arrow (1936)
- They Met in a Taxi (1936)
- Two in a Crowd (1936)
- Escuela de secretarias (More Than a Secretary, 1936)
- The League of Frightened Men (1937)
- Thoroughbreds Don't Cry (1937)
- Let's Get Married (1937)
- Mr. Dodd Takes the Air (1937)
- El duque de West Point (The Duke of West Point, 1938)
- La apuesta era su hijo (King of the Turf, 1939)
- The Gracie Allen Murder Case (1939)
- 20,000 Men a Year (1939)
- Flowing Gold (1940)
- Al sur de Pago Pago (South of Pago Pago, 1940)
- East of the River (1940)
- Shooting High (1940)
- Aventureros de Dakota (Badlands of Dakota, 1941)
- Meet the Stewarts (1942)
- La calle 44 (The Mayor of 44th Street, 1942)
- Mr. Winkle Goes to War (1944)
- Aladino y la lámpara maravillosa (A Thousand and One Nights, 1945)
- Tars and Spars (1946)
- The Jolson Story (1946)
- Los fabulosos Dorseys (The Fabulous Dorseys, 1947)
- Copacabana (1947), con Groucho Marx
- Cuatro caras del Oeste (Four Faces West, 1948)
- The Girl From Manhattan (1948)
- Cover Up (1949)
- Sierra (1950)
- La historia de Jackie Robinson (The Jackie Robinson Story, 1950)
- Two Gals and a Guy (1951)
- Invasion U.S.A. (1952)
- Paris Model (1953)
- The Eddie Cantor Story (1953)
- Top Banana (1954)